# Pic de Muntanyol
El Pic de Muntanyol és una muntanya de 2.459 metres que es troba entre els municipis d'Alt Àneu, a la comarca del Pallars Sobirà i l'Arieja a França.